# 法伊 (汝拉州)

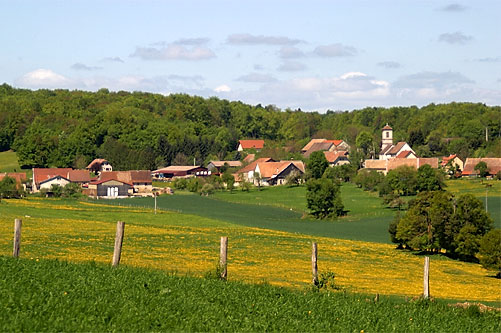

法伊（法語：Fahy）是瑞士的城鎮，位於該國西北部，由汝拉州負責管轄，面積7.78平方公里，海拔高度567米，2011年人口373，八成人口信奉羅馬天主教，人口密度每平方公里48人。